# Чемпионат мира по корфболу
Чемпионат мира по корфболу — самое важное международное корфбольное соревнование для национальных сборных, проводимое под эгидой Международной федерации корфбола (англ. IKF). Первый чемпионат прошел в 1978 году в Нидерландах. С 1987 года чемпионат проходит раз в четыре года.

## История чемпионатов
Первый чемпионат прошел в 1978 году в Нидерландах. В нём приняли участие 8 национальных сборных. Чемпионат выиграли хозяева турнира и родоначальники корфбола — голландцы, обыгравшие бельгийцев в дополнительное время со счетом 14-13 (основное время закончилось со счетом 10-10) .
Самой титулованной командой является сборная Нидерландов — восемь первых мест и одно второе. Далее идет Бельгия — одно первое и восемь вторых мест (только эти сборные играли в финалах). Бронзовые медали выигрывали сборные ФРГ, Великобритании (ныне сборная Англии) и Чехии по два раза, Португалии — один раз. В 1991 на чемпионате мира в Бельгии первый и пока последний раз чемпионом стала не сборная Нидерландов, а сборная Бельгии, также на этом чемпионате бронзовые медали впервые завоевала неевропейская команда — сборная Тайваня. В 1995 году чемпионат впервые прошел не в Нидерландах или Бельгии, а в Индии. Последний чемпионат мира прошел в 2011 году в Китае. Его уверенно выиграли голландцы. Следующий чемпионат мира прошёл в 2011 году в Бельгии.

## Результаты
| Год           | Хозяин               |            | Финал                        | Финал            | Финал            |                              | Матч за 3-е место | Матч за 3-е место | Матч за 3-е место |
| Год           | Хозяин               | Чемпион    | Счёт                         | Второе место     | Третье место     | Счёт                         | Четвертое место   |                   |                   |
| 1978 Подробно | Нидерланды           | Нидерланды | 14 - 13 (доп. время) 10 - 10 | Бельгия          | ФРГ              | 20 - 15 (доп. время) 14 - 14 | Великобритания    |                   |                   |
| 1984 Подробно | Бельгия              | Нидерланды | 11 — 9                       | Бельгия          | ФРГ              | 7 — 5                        | Великобритания    |                   |                   |
| 1987 Подробно | Нидерланды           | Нидерланды | 9 — 7                        | Бельгия          | Великобритания   | 9 - 5 (доп. время) 4 - 4     | Китайский Тайбэй  |                   |                   |
| 1991 Подробно | Бельгия              | Бельгия    | 11 - 10                      | Нидерланды       | Китайский Тайбэй | 10 — 8                       | Германия          |                   |                   |
| 1995 Подробно | Индия                | Нидерланды | 21 — 13                      | Бельгия          | Португалия       | 13 — 11                      | Австралия         |                   |                   |
| 1999 Подробно | Австралия            | Нидерланды | 23 — 11                      | Бельгия          | Великобритания   | 24 — 22                      | Германия          |                   |                   |
| 2003 Подробно | Нидерланды           | Нидерланды | 22-9                         | Бельгия          | Чехия            | 21-15                        | Китайский Тайбэй  |                   |                   |
| 2007 Подробно | Чехия                | Нидерланды | 23-10                        | Бельгия          | Чехия            | 19-14                        | Португалия        |                   |                   |
| 2011 Подробно | Китай                | Нидерланды | 32-26                        | Бельгия          | Китайский Тайбэй | 33-16                        | Каталония         |                   |                   |
| 2015 Подробно | Бельгия              | Нидерланды | 27-18                        | Бельгия          | Китайский Тайбэй | 21-12                        | Англия            |                   |                   |
| 2019 Подробно | ЮАР                  | Нидерланды | 31-18                        | Бельгия          | Китайский Тайбэй | 25-16                        | Китай             |                   |                   |
| 2023 Подробно | Китайская Республика | Нидерланды | 27-9                         | Китайский Тайбэй | Бельгия          | 26-11                        | Чехия             |                   |                   |
| 2027          | Нидерланды           |            |                              |                  |                  |                              |                   |                   |                   |

## Система проведения

### 1978 и 1984
В первых двух чемпионатах участвовало всего 8 команд, разбитые на две группы. В 1978 году из групп выходило две лучшие команды, которые играли на выбывание и боролись за первое место. Четыре других команды боролись за 5-8-е места. В 1984 году первое место разыгрывали команды, занявшие первые места в группе (без полуфиналов), третье место — команды, занявшие вторые места в группах, пятое место — команды, занявшие третьи места в группах, а седьмое место — соответственно команды, занявшие четвертые места в группах.

### 1987 и 1991
В 1987 году в чемпионате впервые приняло участие 12 команд, разбитые на 2 группы. Как и на прошлом чемпионате команды, занявшие первые места боролись за первое место, вторые за третье место и тд. Точно также был проведен и чемпионат 1991 года.

### 1995
На чемпионате 1995 года в Индии 12 команд были разбиты на 4 группы по 3 команды. Из каждой в четвертьфинал напрямую проходила одна лучшая сборная. Команды занявшие 2 и 3 места разыграли между собой еще 4-е путевки в четвертьфинал. Четыре проигравшие команды боролись за 9-12 места. Восемь лучших команд разыграли 1-8 места на выбывание.

### 1999
В 1999 году 12 команд были разбиты на 3 группы по четыре команды из каждой в четвертьфинал выходило 2 лучшие команды плюс команды занявшие 3-и места в группах A и B (в которых играли Нидерланды и Бельгия соответственно). Далее команды, игравшие за 1-8-е и 9-16-е места разыграли их по системе на выбывание.

### 2003
На чемпионате 2003 года впервые участие приняли 16 команд, которые поделили на команды A-класса (которые боролись за 1-8-е места)и команды B-класса(которые боролись за 9-16 места. В A-класс 6 команд попали напрямую еще две команды прошли через отборочный раунд(в котором участвовали 6 команд поделенные на 2 группы). Класс B составили команды, не прошедшие через отборочные раунд и еще 4 команды, попавшие напрямую. 9-е место разыгрывали 1-е команды групп B-I и B-II, 10-е место команды занявшие 2-е места и т.д. Из групп A-I и A-II 2 лучшие команды выходили в полуфинал, две худшие продолжали борьбу за 5-8-е места.

### 2007 и 2011
В 2007 и 2011 годах 16 команд были разбиты на 4 четыре группы. Из каждой второй раунд выходило по 2 команды. 2 другие команды продолжали борьбу за 9-16-е места. 8 лучших и 8 худших команд были поделены на 2 группы по 4 команды. Из каждой группы 2 лучшие команды боролись или за 1-4-е или 9-12-е места, 2 худшие — за 5-8-е или за 13-16-е места на выбывание.